# Dawid Tyszkowski
Dawid Tyszkowski (ur. 11 lipca 2002 w Wołczynie) – polski piosenkarz, autor tekstów i kompozytor.

## Życiorys

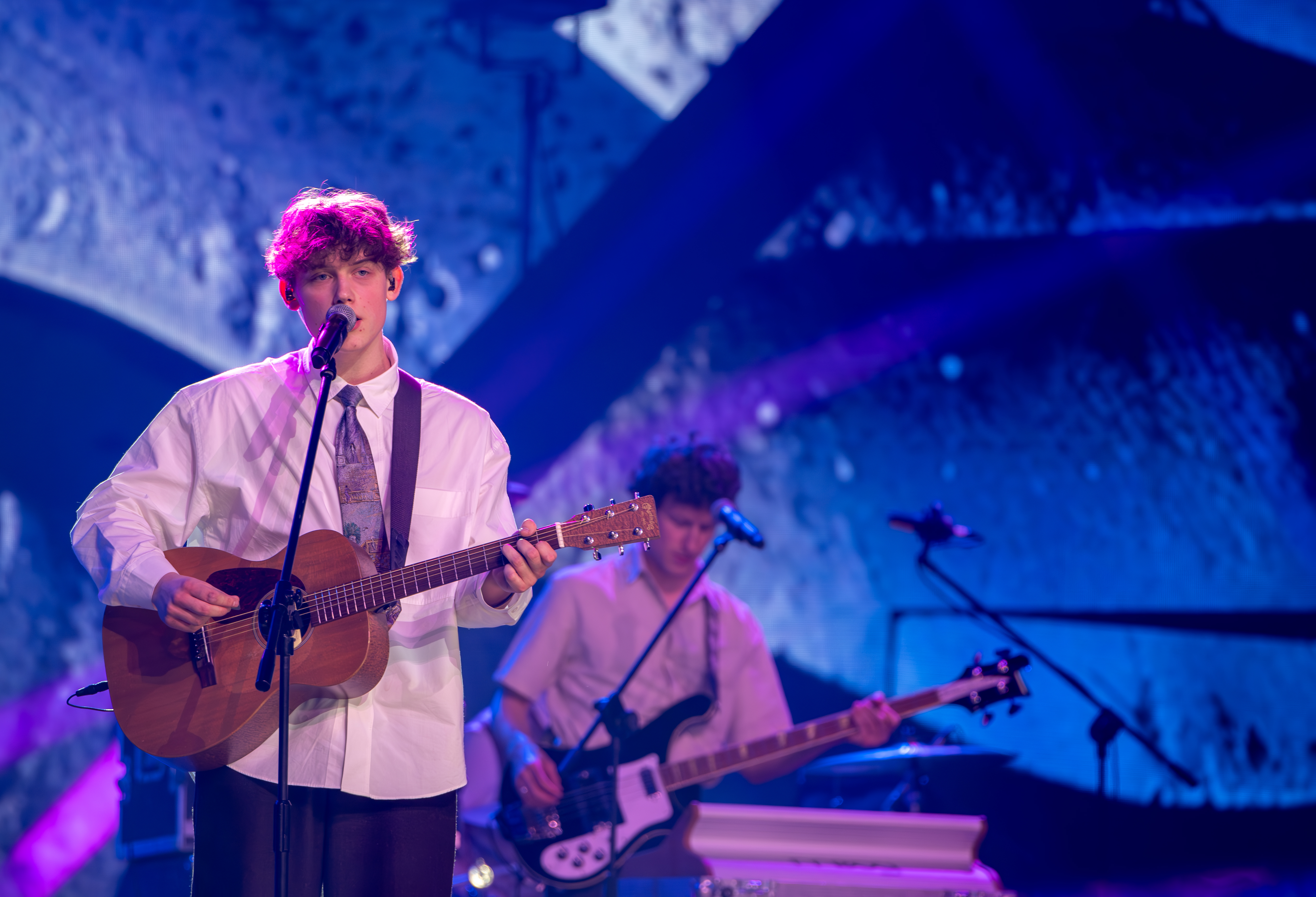
Dawid Tyszkowski podczas gali Fryderyków 2024

Pochodzi z miejscowości Wołczyn w województwie opolskim.
W 2022 roku zadebiutował singlem „Koszulka”, wydanym w wytwórni Fonobo.
10 czerwca 2022 wydał debiutancki minialbum, pt. Nadal nie śpię, a w 2023 debiutancki album Mój kot zaginął i już raczej nie wróci.

## Dyskografia

### Albumy studyjne
| Rok  | Dane dot. albumu | Najwyższa pozycja na liście |
| Rok  | Dane dot. albumu | POL                         |
| ---- | --- | --------------------------- |
| 2023 | Mój kot zaginął i już raczej nie wróci - Data: 17 listopada 2023 - Wytwórnia: Fonobo - Format: CD, digital download, streaming | 34                          |
| 2025 | Mam szczęście - Data: 28 lutego 2025 - Wytwórnia: Fonobo - Format: CD, digital download, streaming                             | 52                          |

### Minialbumy
| Rok  | Dane dot. albumu                                                                                     |
| ---- | --- |
| 2022 | Nadal nie śpię - Data: 10 czerwca 2022 - Wytwórnia: Fonobo - Format: CD, digital download, streaming |

### Single
Jako główny artysta
| 2022 | „Koszulka”                                     | X  | Nadal nie śpię                         |
| 2022 | „Tlen”                                         | X  | Nadal nie śpię                         |
| 2022 | „Nie poznaję Cię”                              | X  | Mój kot zaginął i już raczej nie wróci |
| 2023 | „Nie całuj” (oraz Julia Wieniawa i Kuba Karaś) | 56 | –                                      |
| 2023 | „Kiedy wrócisz”                                | –  | Mój kot zaginął i już raczej nie wróci |
| 2023 | „Skrawki” (gościnnie: Wiktoria Zwolińska)      | –  | –                                      |
| 2023 | „Chłopaki”                                     | –  | Mój kot zaginął i już raczej nie wróci |
| 2023 | „Wiem, że ci ciężko”                           | –  | Mój kot zaginął i już raczej nie wróci |
| 2023 | „Mój kot zaginął”                              | –  | Mój kot zaginął i już raczej nie wróci |
| 2024 | "Chciałbym z tobą stworzyć dom"                | –  | Mam szczęście                          |
| 2024 | "Gdzie jesteś?"                                | –  | Mam szczęście                          |
| 2025 | "Ćma"                                          | –  | Mam szczęście                          |
| 2025 | "Wieloryby"                                    | –  | Mam szczęście                          |
| „–” oznacza, że singel nie był notowany na danej liście. „X” oznacza, że lista nie istniała w danym okresie. |                                                |    |                                        |

Jako artysta gościnny
| Rok  | Tytuł                                                  | Certyfikat          | Album                  |
| ---- | ------------------------------------------------------ | ------------------- | ---------------------- |
| 2023 | „Co i tak nadejdzie” (Skubas, gośc. Dawid Tyszkowski)  | - ZPAV: złota płyta | W ogień                |
| 2023 | „Pam pam pam” (Lor, gośc. Dawid Tyszkowski)            |                     | Panny młode            |
| 2023 | "Miasto Warszawa" (Sorry Boys, gość. Dawid Tyszkowski) |                     | Moje serce w Warszawie |
| 2024 | „Po kościach” (Sarsa, gośc. Dawid Tyszkowski)          |                     | –                      |
| 2024 | „Latem” (Igor Herbut, gość. Dawid Tyszkowski)          |                     | –                      |
| 2024 | "Fusy" (Jakub Skorupa, gość. Dawid Tyszkowski)         |                     | Zeszyt Drugi           |

## Nagrody i nominacje
| Rok  | Konkurs                 | Kategoria                | Tytułem                                | Rezultat  | Źródło |
| ---- | ----------------------- | ------------------------ | -------------------------------------- | --------- | ------ |
| 2023 | Bestsellery Empiku 2023 | Odkrycie Empiku – Muzyka | Mój kot zaginął i już raczej nie wróci | Nominacja | [ 18 ] |
| 2024 | Fryderyki 2024          | Album roku pop           | Mój kot zaginął i już raczej nie wróci | Nominacja | [ 19 ] |